# Banque populaire II
Pour les articles homonymes, voir Banque populaire (homonymie).
Le Banque populaire II, second du nom du Team Banque populaire, est un trimaran de compétition mis à l'eau en avril 2000 pour Lalou Roucayrol.

## Histoire
Mis à l'eau en avril 2000, ce bateau a eu une courte carrière. Il chavire en juin de la même année lors de la course Transat anglaise 2000, est abandonné et se disloque en plusieurs morceaux avant toute récupération.

## Palmarès
- En 2000
  - 4e : GP de La Trinité (skipper : Lalou Roucayrol)
  - Abandon : C1Star (chavirage)